# 不求上进的玉子
不求上进的玉子（もらとりあむタマ子）是一部2013年的日本电影，由山下敦弘執導，前AKB48成员前田敦子主演。该片在2013年釜山國際電影節上进行全球首映，并于2013年11月23日在日本上映。

## 劇情
玉子是一个没有工作的大学毕业生，与经营运动器材店的离异父亲住在一起。玉子把时间花在睡觉、吃饭、看电视、看日本漫画和玩电子游戏上。她父亲很喜欢她，但希望她能找到一份工作。可是她对父亲不屑一顾。在一个当地男孩的帮助下，玉子拍了一张照片，并秘密申请加入一个偶像团体。結果這件事被她父亲发现了，這让她很尴尬。

## 演員表
- 坂井玉子 - 前田敦子
- 坂井善次（父） - 康水原（日语：康すおん）
- 仁（中学生） - 伊東清矢
- 坂井啓介 - 鈴木慶一（日语：鈴木慶一）
- 坂井よし子 - 中村久美（日语：中村久美）
- 曜子 - 富田靖子

## 奖项
- 第23届日本专业电影大奖（英语：Japanese Professional Movie Awards）- 最佳女演员[4]